# Guevaria
Guevaria là một chi thực vật có hoa trong họ Cúc (Asteraceae).

## Loài
Chi Guevaria gồm các loài: